# Lollapalooza

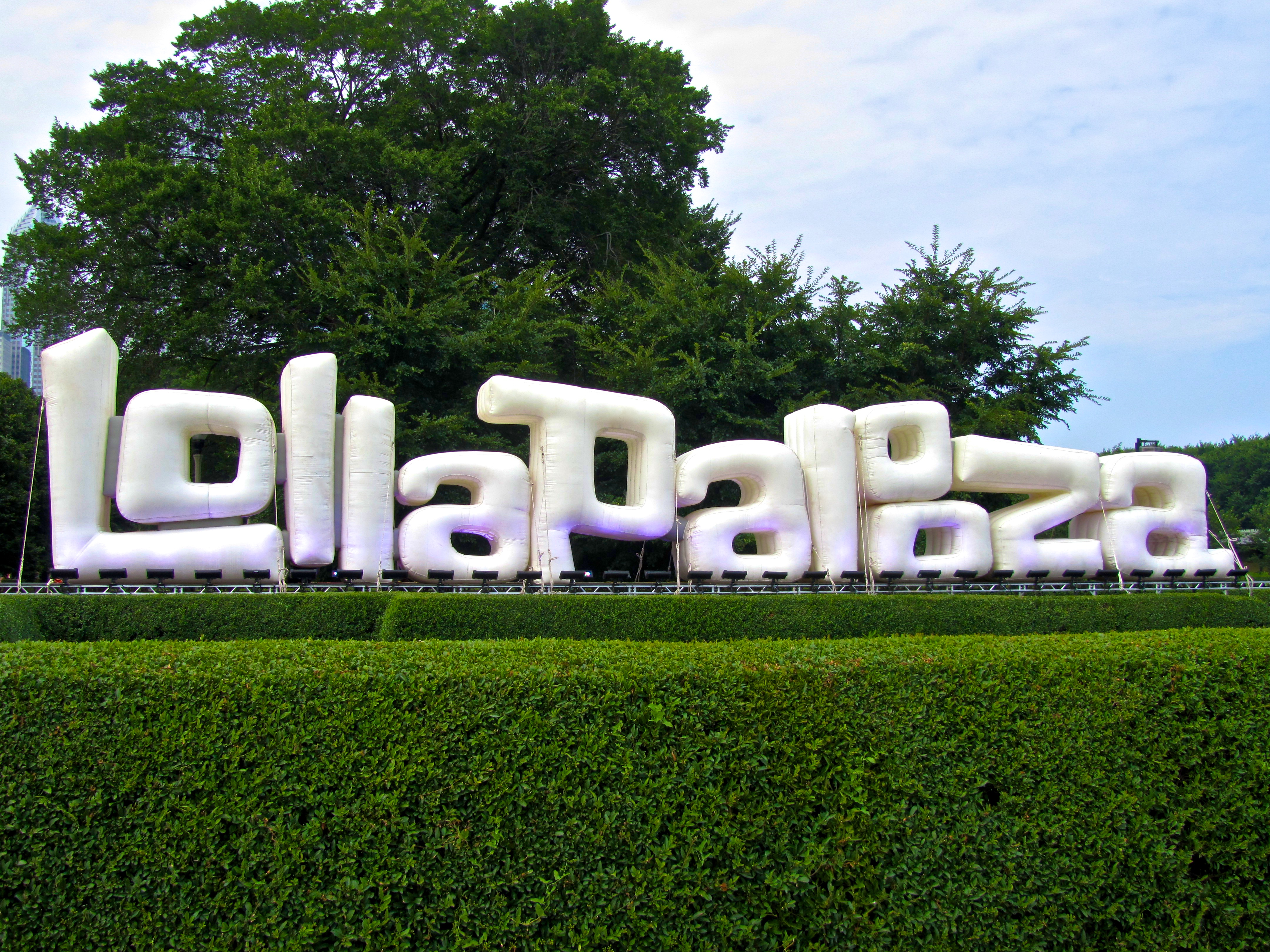
Schriftzug „Lollapalooza“ 2011 in Chicago

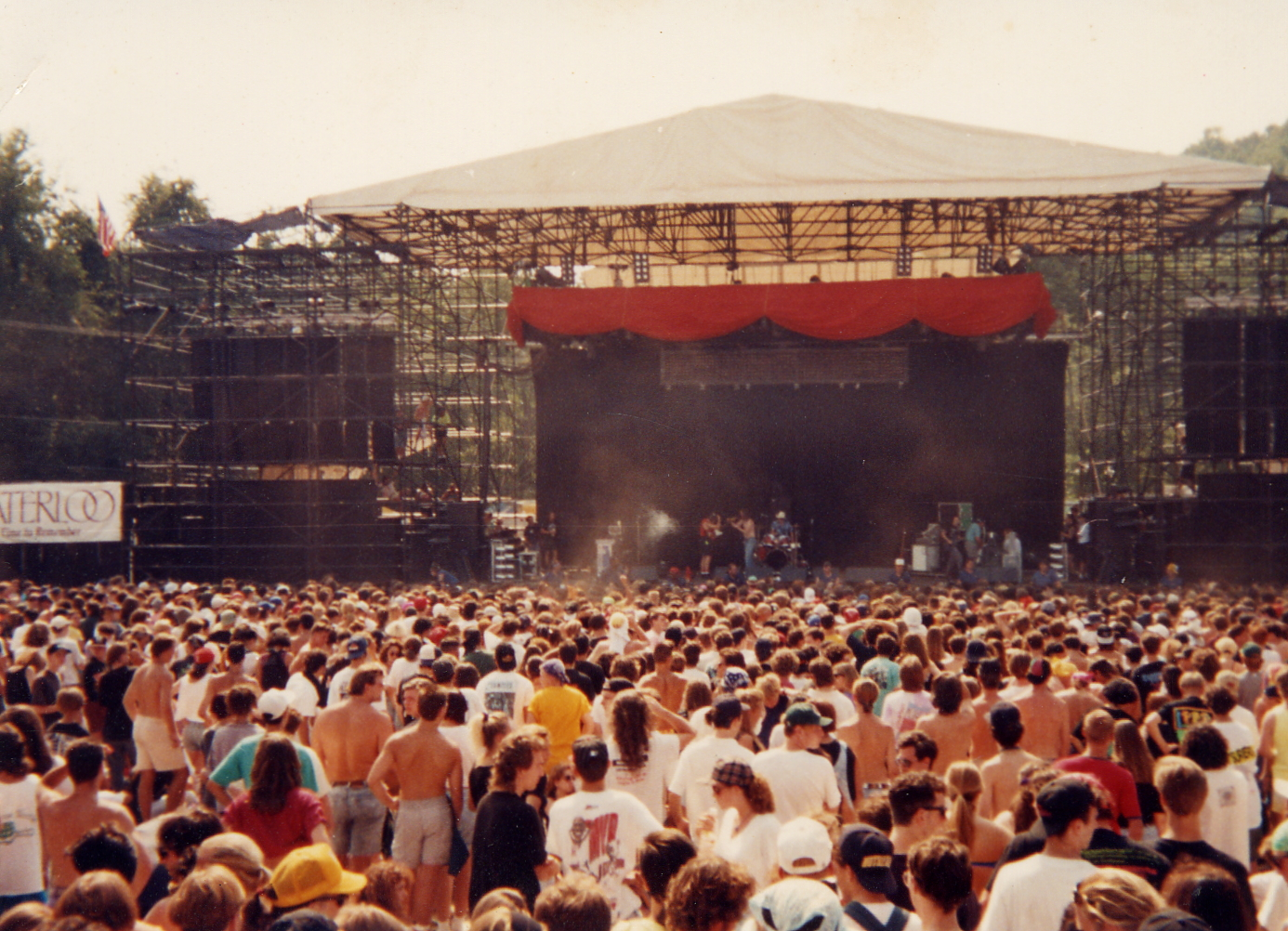
Mitglieder der Butthole Surfers und Siouxsie and the Banshees beim Lollapalooza im Waterloo Village New Jersey 1991

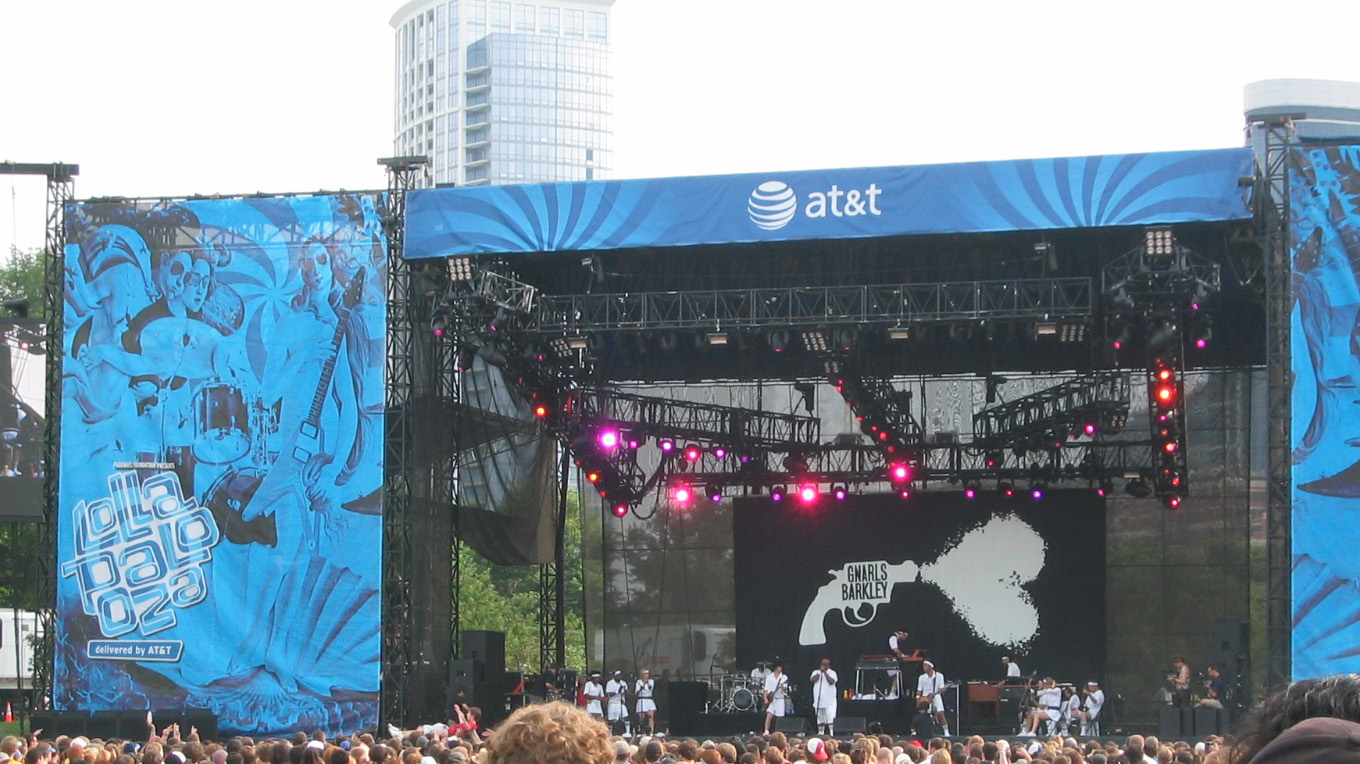
AT&T-Bühne 2006 in Chicago

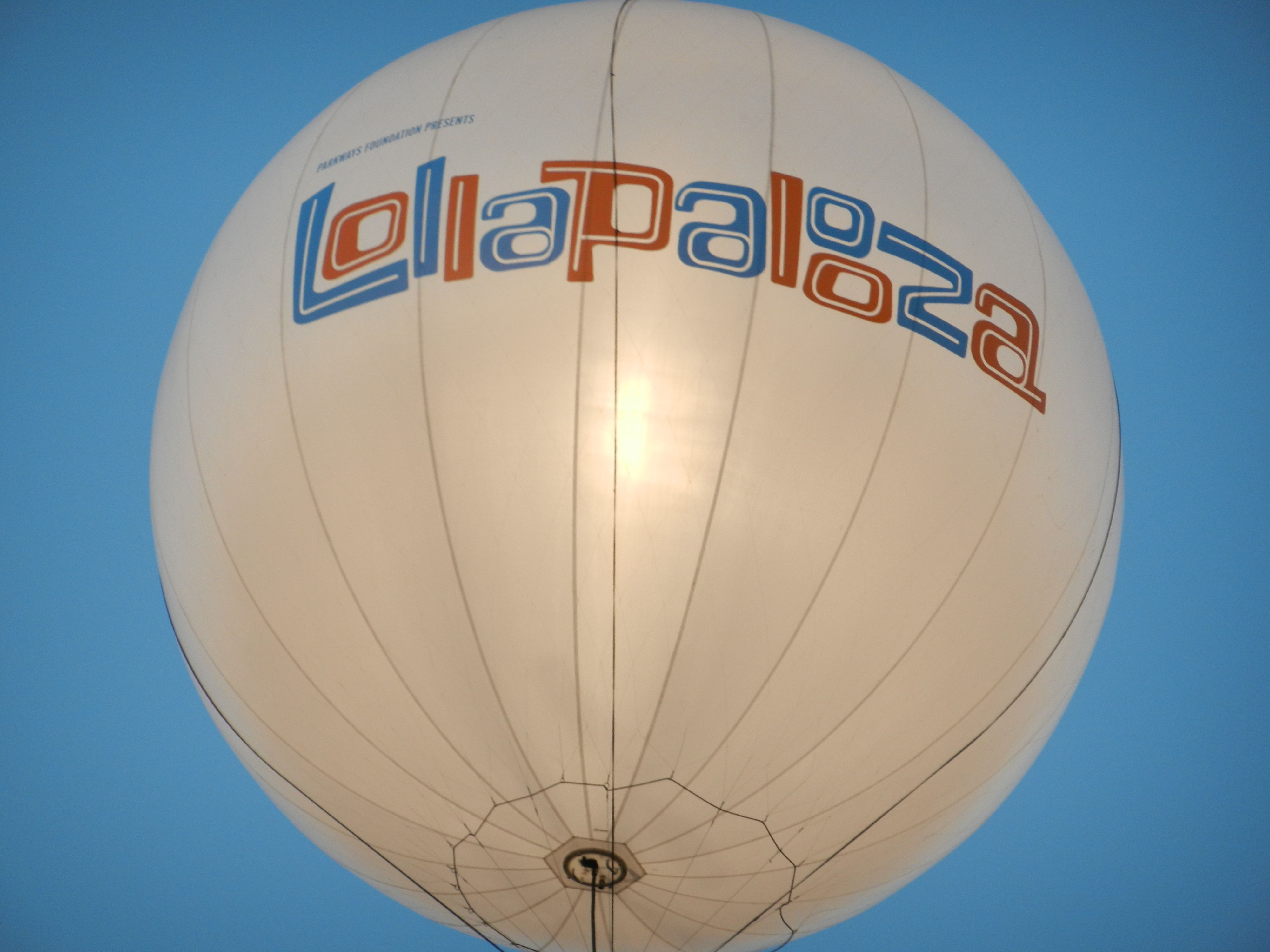
Werbeballon der Chicagoer Parkway Foundation für das Lollapalooza 2011

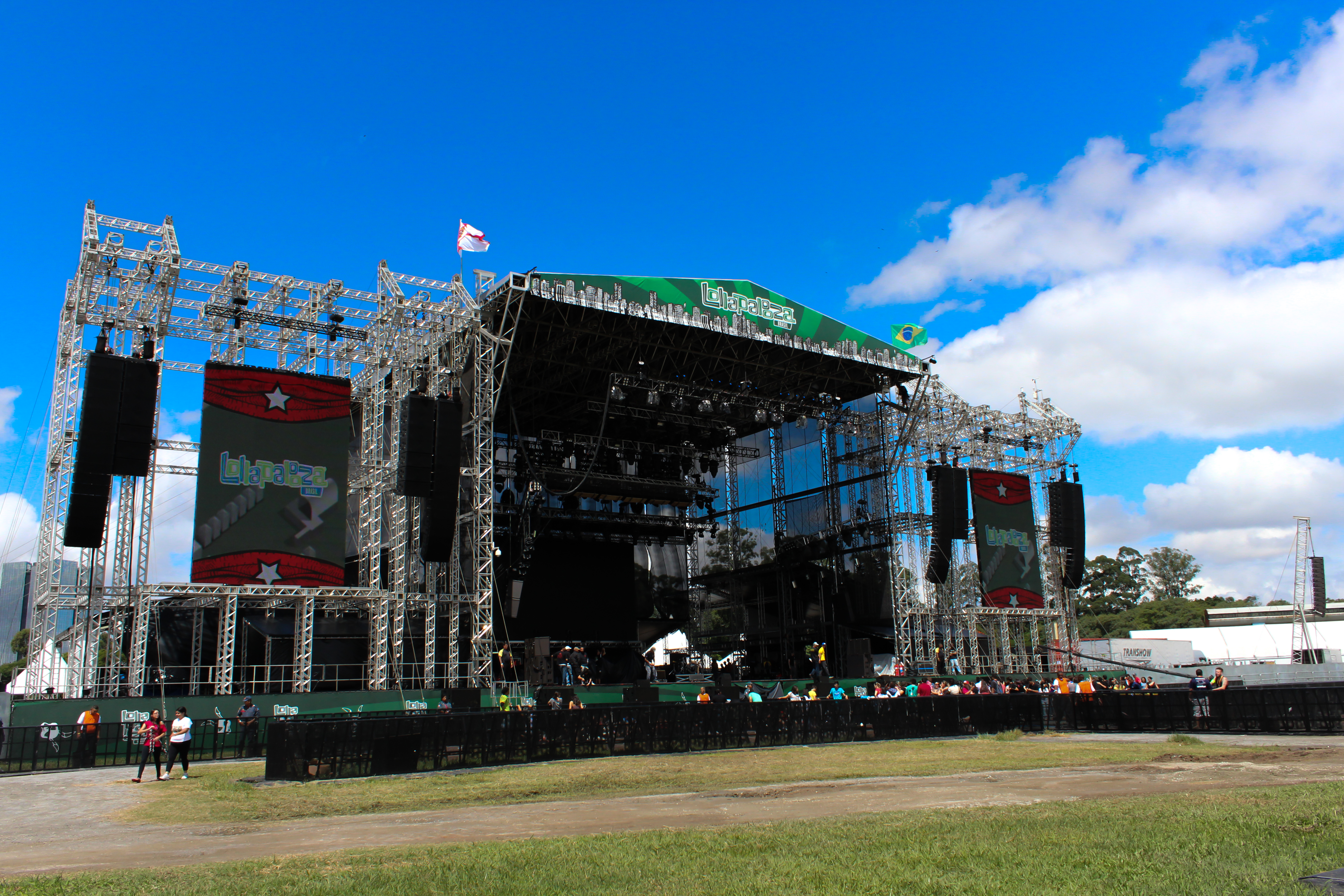
Lollapalooza im brasilianischen Jockey Club de São Paulo 2013

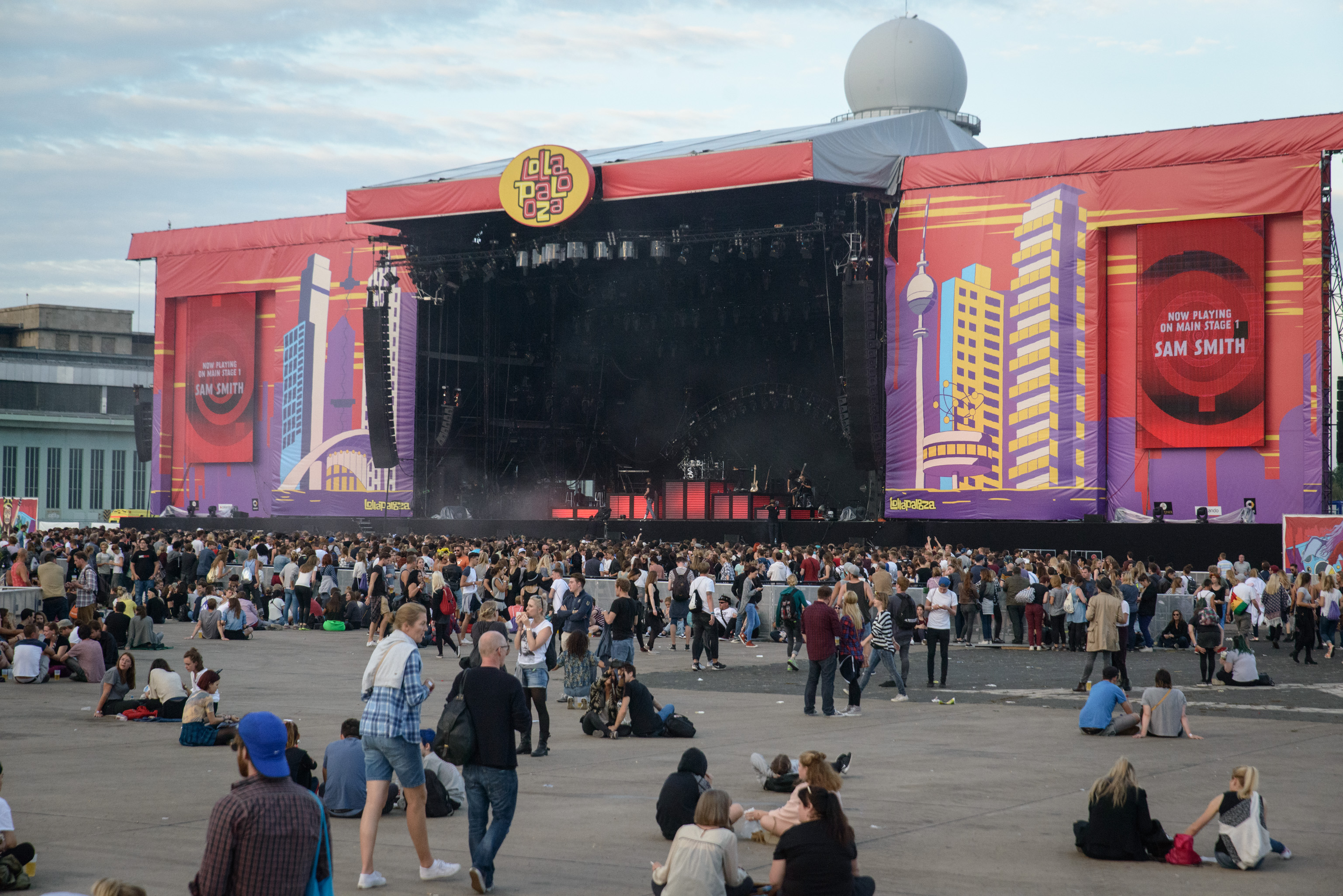
Lollapalooza auf dem ehemaligen Berliner Flughafen Tempelhof 2015

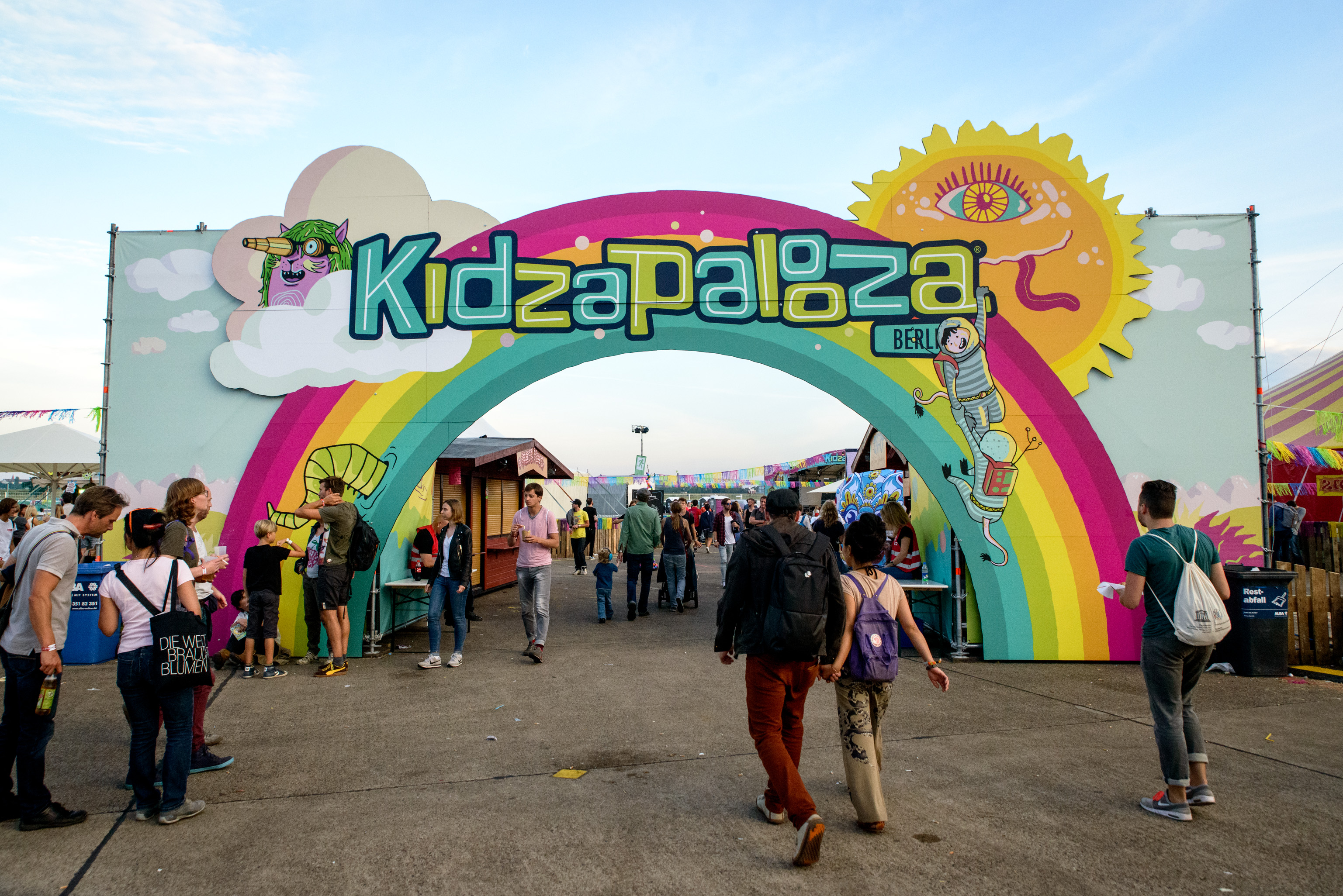
Kidzapalooza Berlin 2015

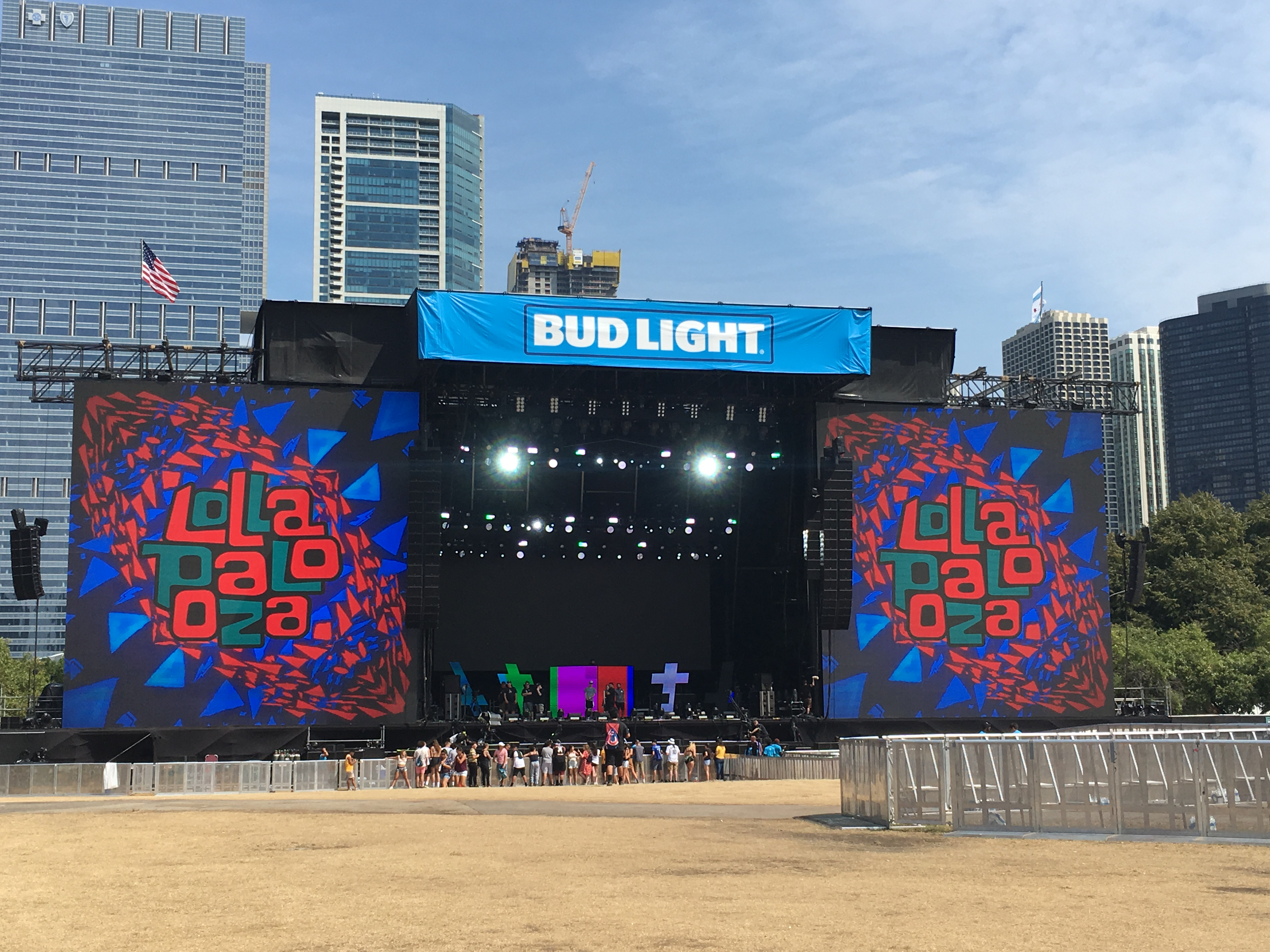
Bud light-Bühne 2017 in Chicago

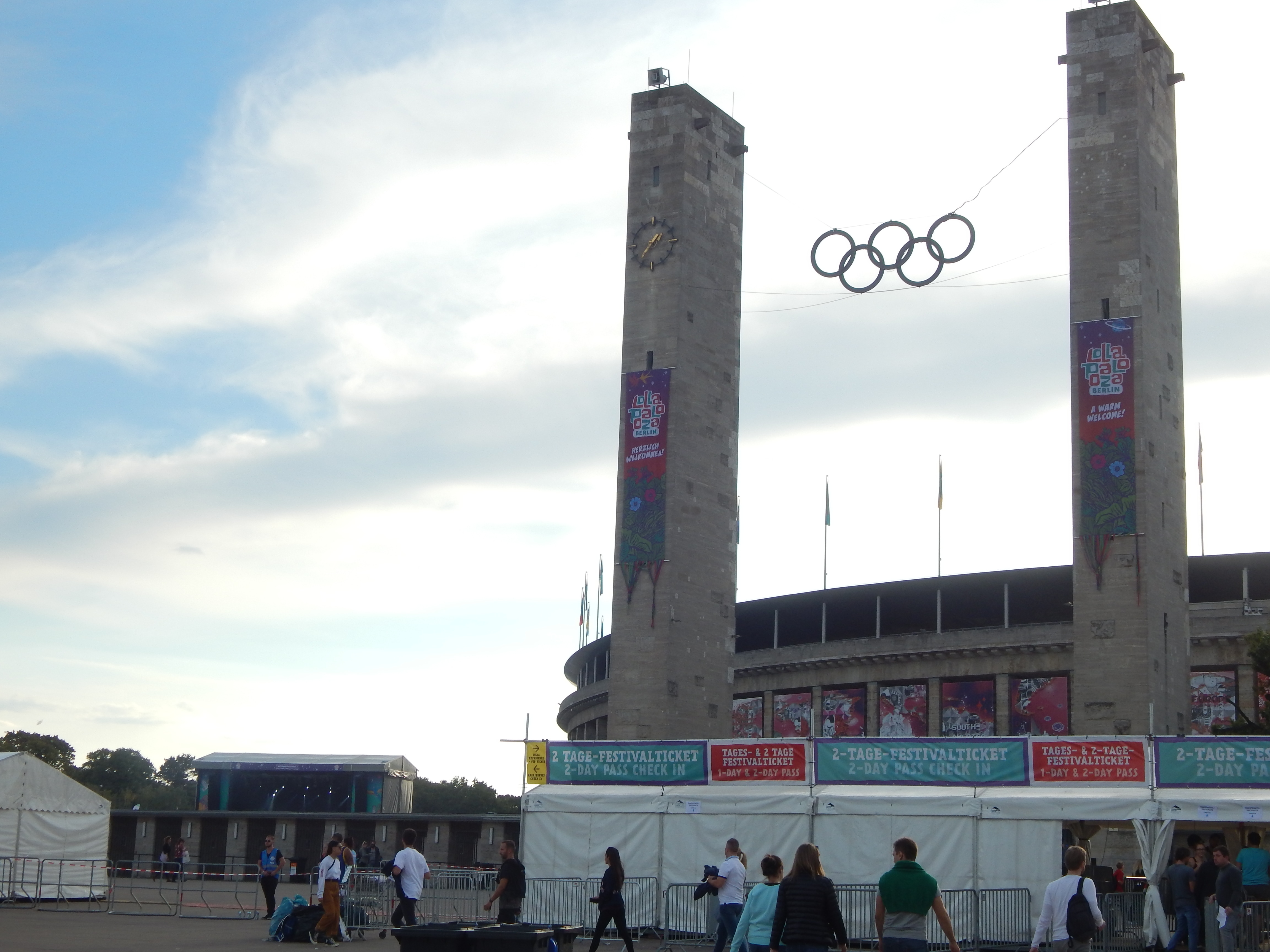
Lollapalooza im Olympiastadion Berlin 2018 (Osttor Haupteingang)

Lollapalooza ist ein Musikfestival des US-amerikanischen Medienunternehmens Live Nation Entertainment. Der Veranstalter ist die C3 Presents LLC, an der Live Nation seit 2014 eine Mehrheitsbeteiligung hat. In den Anfangsjahren fand das Festival mit Alternative-Rock-, Rap- und Punkrock-Bands, Dance, Comedy, Mode und Kunst in den USA und in Kanada statt. Während es sich seit der ersten Ausgabe im Jahr 1991 zunächst um eine jährliche Festivalreihe handelte, fand es seit 2005 in den USA ausschließlich im Grant Park von Chicago statt. Seit 2011 wurde das Live-Nation-Geschäftsmodell im Rahmen von Franchising auf Chile, Brasilien, Argentinien, Deutschland, Schweden und Frankreich ausgeweitet. Im Jahr 2015 wurde das Lollapalooza erstmals in Deutschland auf dem Tempelhofer Feld, dem Gelände des stillgelegten Flughafens Tempelhof in Berlin durchgeführt.
Der Begründer des Festivals Perry Farrell entschied sich für den Namen Lollapalooza, nachdem er den Begriff in einem Kurzfilm der Three Stooges von Schauspieler Moe Howard gehört hatte. In einem Interview für den Rolling Stone 1994 antwortete er auf die Frage nach der Bedeutung: „Es bedeutet jemanden oder etwas Besonderes, Exzellentes oder Außergewöhnliches. Es kann auch riesiger Lutscher bedeuten.“

## Geschichte

### 1991 bis 1998
Lollapalooza wurde erstmals 1991 von Perry Farrell als Abschiedstour seiner Band Jane’s Addiction organisiert. Als Partner bei Planung und Durchführung fungierten weitere Personen aus dem Bandumfeld, so der Schlagzeuger Stephen Perkins, Manager Ted Gardner, und die beiden Booking Agents der Band, Marc Geiger and Don Muller.
Das Line-Up der Lollapalooza-Festivals war genreübergreifend und brachte z. B. 1991 so unterschiedliche Künstler wie Ice-T und die Nine Inch Nails zusammen. Im Gegensatz zu anderen Festivals tourte das Lollapalooza-Festival durch die USA und Kanada.
Ein weiteres Konzept des Festivals war die Einbeziehung von nicht-musikalischen Auftritten, z. B. von Freak-Shows wie dem Jim Rose Circus oder Shaolin-Mönchen. Außerdem gab es Kunstausstellungen, Virtual-Reality-Spiele und Informationsstände von politischen und ökologischen Nichtregierungsorganisationen.
Im Jahr 1996 stieg Farrell aus Protest gegen die „Verbannung“ alternativer Bands auf die kleinen Bühnen und die Buchung von Metallica aus der Produktion und Veranstaltung des Lollapalooza aus und verkaufte seine Rechte an die William Morris Agency. Metallica als Headliner wurden 1996 laut dem Rolling Stone vom Publikum weitestgehend ignoriert. Das Lollapalooza fand im Folgejahr 1997 vorerst letztmalig statt.
Als Headliner für 1998 wurde Farrells kurz zuvor wiedervereinigte Band Jane’s Addiction eingeplant. Doch als Farrell Anfang 1998 die Teilnahme absagte, sah sich die Buchungsagentur William Morris Agency außerstande, kurzfristig einen attraktiven Ersatz zu verpflichten und Ted Gardner, damaliger Miteigentümer von Lollapalooza, sagte die Festivalreihe komplett ab.

### 2003 bis 2004
Eine Neuauflage der Festivalreihe für 2003 verlief wenig erfolgreich, da viele Besucher wegen hoher Kartenpreise und starkem kommerziellen Sponsoring fernblieben. Diese Entwicklung setzte sich fort, sodass die Festivals wegen schleppendem Vorverkauf im Juni 2004 komplett abgesagt wurde.

### Neustart 2005
Ab 2005 kaufte Farrell zusammen mit der Capital Sports & Entertainment LLC die Rechte am Lollapalooza, die ab diesem Zeitpunkt die Veranstaltung übernahm und das Festival mit geändertem Konzept und neuen Partnern wieder jährlich stattfinden ließ. Aus der Capital Sports & Entertainment LLC wurde 2007 die C3 Presents LLC, die das Festival fortführte. Statt einer Festivalreihe in verschiedenen Städten, beschränkte man sich auf eine zwei- bzw. dreitägige Veranstaltung im Grant Park in Chicago. Von 2005 bis 2009 fand das Festival auf bis zu acht Bühnen mit bis zu 130 Bands (2007) statt. Bei den Bühnen kann sich für jede Bühne ein Sponsor einkaufen, die dann seinen Sponsorennamen bekommt. Das Festival findet bis heute jährlich im Grant Park in Chicago statt. Neben dem musikalischen Programm bietet das Festivalgelände verschiedene andere Areas für Lifestyle. Seit 2011 wurde das Geschäftsmodell im Rahmen von Franchising auf weitere Städte wie Cerrillos (Chile), São Paulo, San Isidro (Buenos Aires) sowie seit 2015 auf Berlin und seit 2017 auf Stockholm und Paris ausgeweitet. Der Partner des deutschen Veranstalters ist die Live Nation Brand Partnership & Media GmbH, ein Tochterunternehmen der Live Nation Entertainment Inc. Im Jahr 2020 wurde das Festival aufgrund der COVID-19-Pandemie in den USA und 2020 sowie 2021 in Europa abgesagt.

## Ticketpreise
In den ersten Jahren kosteten die Tickets für die Veranstaltungen in den USA und Kanada 31,50 US-Dollar. Bis zur Ausgabe 2020 stieg dieser Preis für die US-Veranstaltung auf 340 US-Dollar für die günstigsten bis hin zu 4200 US-Dollar für die teuersten Wochenendtickets. Im Jahr 2023 kosteten die Tickets zwischen 385 und 4350 US-Dollar. Die Wochenendtickets für die deutsche Ausgabe kosteten 2015 99 Euro, im Jahr 2018 zwischen 129 und 289 Euro und stiegen bis 2023 auf 179 bis 329 Euro.

## Kritik und Zwischenfälle
Der Musiker und Produzent Steve Albini hat 1993 das Lollapalooza in einem Interview für die Kommerzialisierung alternativer Musikprojekte kritisiert:

„Lollapalooza is the worst example of corporate encroachment into what is supposed to be the underground. It is just a large scale marketing of bands that pretend to be alternative but are in reality just another facet of the mass cultural exploitation scheme. I have no appreciation or affection for those bands and I have no interest in that whole circle. If Lollapalooza had Jesus Lizard and the Melvins and Fugazi and Slint then you could make a case that it was actually people on the vanguard of music. What it really is is the most popular bands on MTV that are not heavy metal.
– Lollapalooza ist das schlimmste Beispiel für das Eindringen von Unternehmen in den sogenannten Untergrund. Es handelt sich lediglich um eine groß angelegte Vermarktung von Bands, die vorgeben, alternativ zu sein, in Wirklichkeit jedoch nur eine weitere Facette des massenkulturellen Ausbeutungsplans sind. Ich hege weder Wertschätzung noch Zuneigung für diese Bands und habe kein Interesse an diesem ganzen Kreis. Wenn es bei Lollapalooza Jesus Lizard und die Melvins und Fugazi und Slint gäbe, dann könnte man argumentieren, dass es tatsächlich Leute waren, die an der Spitze der Musik standen. Was es wirklich ist, sind die beliebtesten Bands auf MTV, die kein Heavy Metal sind.“

Die Veranstalter des Lollapalooza wurden von verschiedenen Musikern, Buchungsagenturen, Clubbesitzern und Konzertveranstaltern für Vertragsklauseln kritisiert, die es den auftretenden Künstlern verboten, 180 Tage vor bis 90 Tage nach dem Festival im Umkreis von 300 Meilen bei anderen Veranstaltungen aufzutreten. Dies führte Anfang 2010 zu einer kartellrechtlichen Untersuchung durch die Generalstaatsanwaltschaft von Illinois. Der Radiomoderator und Musikjournalist Jim DeRogatis bezeichnete diese Klausel als „bei weitem die ungeheuerlichste“, da die Künstler insgesamt neun Monate lang im Umkreis von 300 Meilen rund um Chicago nicht auftreten dürfen. Insidern zufolge ignorierten jedoch fast alle der für das Lollapalooza gebuchten Künstler diese Klausel.
Farrell, der das Lollapalooza einst gründete, verließ 1996 desillusioniert von dem, was aus Lollapalooza geworden war, das Organisationsteam und verkaufte seine Rechte an die William Morris Agency. Aus seiner Sicht verkörperte die Tour, die einst ein leuchtendes Beispiel moderner Gegenkultur war, nun nur noch Mainstream.
Anfang 2016 gründete sich die Bürgerinitiative Anwohnerinitative Treptower Park gegen die Durchführung des Festivals 2016 in Berlin. Die Bürgerinitiative befürchtete Lärmbelästigung, Sicherheitslücken sowie Verkehrskollaps, Müllberge und zertrampelte Grünflächen durch immense Menschenmassen. Sie sammelte in einer Petition knapp 6500 Stimmen gegen das Festival und klagte erfolglos gegen die Veranstaltung. Im Verfahren wurden durch das Verwaltungsgericht bzw. durch die Berliner Senatsverwaltung für Stadtentwicklung und Umwelt verschiedene Auflagen gemacht, wie beispielsweise Entschädigungen und Ersatzwohnraum für Anwohner zur Verfügung zu stellen. Laut einer Pressemitteilung der Bürgerinitiative ist der Veranstalter diesen Auflagen nur in geringem Umfang nachgekommen. Im Nachgang gab es laut einem Bericht der Berliner Morgenpost „heftige Proteste wegen des Lärms und der Schäden an den Grünanlagen“.
Im Jahr 2017 wurde die Veranstaltung aufgrund der Erfahrungen von 2016 und damit verbundenen behördlichen Auflagen an den Berliner Stadtrand auf brandenburgisches Gebiet nach Hoppegarten verlegt. In diesem Jahr wurde der Veranstalter im Nachhinein unter anderem von der Senatsverwaltung für Verkehr und Umwelt scharf kritisiert, da er im Vorfeld keine Vorsorge für eine sichere Heimreise der vielen tausend Besucher getroffen hatte. Dem Veranstalter und der Genehmigungsbehörde wurde in diesem Zusammenhang eine fahrlässige Planung vorgeworfen. Dies führte unter anderem dazu, dass laut Bundespolizei 40 Personen kollabierten und Kreislaufzusammenbrüche erlitten. Medien und Besucher urteilten, dass das Lollapalooza eine Imagepleite für Berlin sei. Zahlreiche Besucher zogen in den sozialen Netzwerken eine „katastrophale Bilanz“.
Die Berliner Verkehrsbetriebe kritisierten 2018, dass vom Veranstalter noch immer kein Veranstaltungsticket für den Nahverkehr angeboten wird und schlug eine Pflicht für Veranstalter von Großevents vor. Der Berliner Lokalpolitiker Michael Efler kritisierte die Veranstalter für das nicht ausreichende Verkehrs- und Sicherheitskonzept sowie für das Nichteingehen auf die Wünsche der Anwohner. Im selben Jahr erwirkte der Verbraucherzentrale-Bundesverband, über eine zuvor angestrengte Klage, eine strafbewehrte Unterlassungserklärung gegen den Festivalveranstalter. Diese richtet sich gegen das unzulässige Erheben von Aufladegebühren für das bargeldlose Bezahlsystem Lolla Cashless.
Der Konzertveranstalter und Autor Berthold Seliger bezeichnet das Lollapalooza-Festival 2019 in seinem Buch Vom Imperiengeschäft: Wie Großkonzerne die kulturelle Vielfalt zerstören als „Großevent unter dem Deckmäntelchen von Freiheit und Abenteuer, wo eigentlich nur Profitmaximierung betrieben wird“ und bei dem es den Veranstaltern weder um die Musiker noch um die Fans gehen würde.
Auch in den Folgejahren wurde das Festival in Berlin kritisiert. Verschiedene Medien berichteten über genervte und bitter enttäuschte Fans sowie ein Line Up „zum Fremdschämen“ und eine „komplette Enttäuschung“.
Im Jahr 2022 führte der Auftritt vom Goldman Sachs' CEO David M. Solomon im Vorfeld zu Kritik und Boykottaufrufen durch andere DJs. Im selben Jahr drohte eine Angestellte eines für das Festival beauftragten Sicherheitsunternehmens in einem gefakten Facebook-Beitrag mit einer „massiven Schießerei im Lollapalooza Grant Park um 18 Uhr“, um vorzeitig Dienstschluss zu bekommen und nach Hause geschickt zu werden.

## Rezeption
In der siebten Jahresstaffel der US-Zeichentrickserie Die Simpsons heißt eine Folge Homerpalooza (dt.: Homer auf Tournee). In der Episode S7F24 sind die Serienhelden Homer, Bart und Lisa Zuschauer des Hullabalooza-Music-Festival, mit Gastauftritten von Cypress Hill, Peter Frampton, The Smashing Pumpkins und Sonic Youth.

## Termine und Bands
Bei den Festivalreihen kam es vor, dass einzelne Bands nicht an allen Einzelterminen teilnahmen.

### 1991
- Eintägiges Festival mit insgesamt 26 Shows an 20 verschiedenen Veranstaltungsorten in den USA und Toronto, Kanada, zwischen dem 18. Juli und dem 28. August 1991 (u. a. drei Shows im  Irvine Meadows Amphitheater, Irvine, Kalifornien)[36]
- 9 Bands auf einer Bühne, mit Jane’s Addiction, Siouxsie and the Banshees, Nine Inch Nails, Living Colour, Ice-T & Body Count, Butthole Surfers, Rollins Band, Violent Femmes, Fishbone

### 1992
- Eintägiges Festival mit 36 Shows an verschiedenen Veranstaltungsorten in den USA und Kanada zwischen dem 18. Juli und dem 13. September 1992.[37]
- Mehr als 25 Bands auf zwei Bühnen, u. a. mit Red Hot Chili Peppers, Ministry, Ice Cube, Soundgarden, The Jesus and Mary Chain, Pearl Jam, Lush (alle auf Hauptbühne), Ice-T & Body Count, Tool, Archie Bell, Porno for Pyros, Cypress Hill, House of Pain, Boo-Yaa T.R.I.B.E., Stone Temple Pilots, Café Tacuba, Rage Against the Machine, Luscious Jackson
- Nach der Auflösung von Jane’s Addiction war Perry Farrell diesmal mit seiner neuen Band Porno for Pyros (auf der Nebenbühne) vertreten.

### 1993
- Eintägiges Festival mit 35 Shows an verschiedenen Veranstaltungsorten in den USA und Kanada zwischen dem 18. Juni und dem 7. August 1993.[38]
- Mehr als 25 Bands auf zwei Bühnen, u. a. mit Primus, Alice in Chains, Dinosaur Jr., Fishbone, Arrested Development, Front 242, Babes in Toyland, Rage Against the Machine (alle auf Hauptbühne), Tool, Sebadoh, Cell, Mercury Rev, Royal Trux, Mutabaruka, Luscious Jackson, Genitorturers, Thurston Moore
- Die Band Tool rückte während der Tournee für die Babes in Toyland, die lediglich an der ersten Hälfte der Tour teilnahmen, auf die Hauptbühne nach.

### 1994
- Eintägiges Festival mit 42 Shows an verschiedenen Veranstaltungsorten in den USA und Kanada zwischen dem 7. Juli und dem 5. September 1994.[39]
- Mehr als 25 Bands auf zwei Bühnen, u. a. mit The Smashing Pumpkins, Beastie Boys, George Clinton & the P-Funk All Stars, The Breeders, A Tribe Called Quest, Nick Cave and the Bad Seeds, L7, Boredoms, Green Day (alle auf der Hauptbühne), The Flaming Lips, The Verve, The Boo Radleys, Guided by Voices, Lambchop, Palace Songs, Stereolab, Fu-Schnickens, The Pharcyde, Luscious Jackson, Charlie Hunter Trio, Shonen Knife, Souls of Mischief, Cypress Hill, The Black Crowes
- In diesem Jahr sollten ursprünglich Nirvana als Headliner fungieren. Die Band sagte ihre Teilnahme jedoch kurz vor dem Tod Kurt Cobains ab.
- Einzelne Bands wie Green Day und Cypress Hill verzichteten auf einzelne Auftritte der Festivalreihe um beim Woodstock-II-Festival teilnehmen zu können.

### 1995
- Eintägiges Festival mit 29 Shows an verschiedenen Veranstaltungsorten in den USA und Kanada zwischen dem 4. Juli und dem 18. August 1995.[40]
- Mehr als 30 Bands auf zwei Bühnen, u. a. mit Sonic Youth, Hole, Cypress Hill, Pavement, Sinéad O’Connor, Elastica, Moby, Beck, The Jesus Lizard, The Mighty Mighty Bosstones (alle auf der Hauptbühne), Superchunk, Coolio, Doo Rag, Possum Dixon, Yo La Tengo, Brainiac, Geraldine Fibbers, Dambuilders, The Pharcyde, Tuscadero, Built to Spill, Helium, Redman, Mike Watt, Blonde Redhead, The Roots, Patti Smith
- Sinéad O’Connor verließ die Tour nach ein paar Shows aufgrund ihrer Schwangerschaft und wurde auf der Hauptbühne von Elastica bzw. Moby ersetzt.

### 1996
- Eintägiges Festival mit 22 Shows an verschiedenen Veranstaltungsorten in den USA und Kanada zwischen dem 27. Juni und dem 4. August 1996.
- Mehr als 30 Bands auf drei Bühnen, u. a. mit Metallica, Soundgarden, Ramones, Rancid, Screaming Trees, Psychotica (alle auf der Hauptbühne), Rage Against the Machine, Cocteau Twins, Waylon Jennings, Cheap Trick, Violent Femmes, The Tea Party, Wu-Tang Clan, Steve Earle, Devo, 311 (alle auf der Hauptbühne, jedoch nur zu einzelnen Terminen), Beth Hart Band, Girls Against Boys, Ben Folds Five, Cornershop, Soul Coughing, Melvins, Fireside

### 1997
- Eintägiges Festival mit 34 Shows an verschiedenen Veranstaltungsorten in den USA und Kanada zwischen dem 25. Juni und dem 16. August 1997.
- Mehr als 20 Bands auf zwei Bühnen, u. a. mit Orbital, Devo, The Prodigy, The Orb, Tool, Snoop Dogg, Tricky, Korn, James, Julian Marley und Damian Marley and the Uprising Band, Eels, Failure (alle auf der Hauptbühne), Beck, Summercamp, Artificial Joy Club, Radish, Old 97’s, Porno for Pyros, The Pugs, The Lost Boyz, Molly McGuire, Orbit

### 2003
- Eintägiges Festival mit 29 Shows an verschiedenen Veranstaltungsorten in den USA zwischen dem 5. Juli und dem 24. August 2003.
- Mehr als 20 Bands auf zwei Bühnen, u. a. mit Jane’s Addiction, Audioslave, Incubus, Queens of the Stone Age (bis zum 13. August, abgelöst durch A Perfect Circle), Jurassic 5, The Donnas, The Distillers, Rooney (alle auf der Hauptbühne), Burning Brides, Cave In, Kings of Leon, 30 Seconds to Mars, The Music, The Mooney Suzuki, boysetsfire, Billy Talent, Mondo Generator, Steve-O

### 2005
- Erstmals als zweitägiges Festival vom 23.–24. Juli im Grant Park von Chicago durchgeführt, mit fünf Bühnen und zusätzlichem Kinderprogramm.
- u. a. mit Pixies, Widespread Panic, Weezer, Arcade Fire, The Killers, Dinosaur Jr., Cake, Kaiser Chiefs, The Bravery, The Black Keys, Primus, Drive-By Truckers, Kasabian, The (International) Noise Conspiracy, …And You Will Know Us by the Trail of Dead, Dashboard Confessional, Billy Idol, Death Cab for Cutie, Liz Phair, Tegan and Sara, G. Love & Special Sauce, The Dandy Warhols, Hard-Fi, Ben Kweller, Spoon, The Brian Jonestown Massacre, Blonde Redhead, M83, The Ponys, OK Go, The Warlocks, Saul Williams, Louis XIV, Ambulance LTD, The Walkmen, The Dead 60s, DJ Muggs

### 2006
- Erstmals als dreitägiges Festival vom 4.–6. August im Grant Park von Chicago, mit mehreren Bühnen und zusätzlichem Kinderprogramm.
- u. a. mit Red Hot Chili Peppers, Queens of the Stone Age, Kanye West, Wilco, Death Cab for Cutie, The Raconteurs, Manu Chao, Eels, Ryan Adams, My Morning Jacket, Nada Surf, Built to Spill, Sonic Youth, The Flaming Lips, The Shins, Iron & Wine, Sleater-Kinney, Editors, Wolfmother, The Subways, Panic! at the Disco, Ween, Coheed and Cambria, Gnarls Barkley, Ben Kweller, Matisyahu, The New Pornographers, Matt Costa, Feist, Calexico, The Dresden Dolls, Thievery Corporation, Andrew Bird, Blues Traveler, The Secret Machines, Violent Femmes, The Go! Team, The Hold Steady, 30 Seconds to Mars, She Wants Revenge, Broken Social Scene, The Reverend Horton Heat, Of Montreal

### 2007
- Vom 3.–5. August im Grant Park von Chicago, mit mehreren Bühnen und zusätzlichem Kinderprogramm.
- u. a. mit Pearl Jam, Daft Punk, Ben Harper, Muse, Iggy Pop & The Stooges, Kings of Leon, My Morning Jacket, Yeah Yeah Yeahs, The Black Keys, Patti Smith, Juliette and the Licks, Rodrigo y Gabriela, Paolo Nutini, Yo La Tengo, Café Tacuba, Amy Winehouse, Modest Mouse, Lady Gaga & Lady Starlight, Regina Spektor, G. Love & Special Sauce, Femi Kuti, Stephen Marley, The Roots, Snow Patrol, Interpol, Silverchair, Clap Your Hands Say Yeah, M.I.A., The Wailers, The Polyphonic Spree, Son Volt, Charlie Musselwhite, Peter Bjorn and John, Pete Yorn, The Hold Steady, Spoon, The Fratellis, LCD Soundsystem, Cold War Kids, Roky Erickson, Tokyo Police Club, Lupe Fiasco, I’m from Barcelona, The Cribs, Elvis Perkins in Dearland, Sparklehorse, Matt and Kim, Ted Leo and the Pharmacists, Blonde Redhead, Tapes ’n Tapes, Motion City Soundtrack, Blue October, !!!, TV on the Radio, Electric Six, The Rapture, Sam Roberts Band, Rhymefest, Los Campesinos!, Against Me!, Silversun Pickups

### 2011
- Das Festival fand vom 2.–3. April zum ersten Mal außerhalb der USA statt. Veranstaltungsort war der Parque O’Higgins in Santiago de Chile.
- Chicago: u. a. mit The Cars, Kanye West, Fatboy Slim, The Killers und Jane’s Addiction.

### 2015
- Vom 12.–13. September fand das Lollapalooza Festival erstmals in Europa statt – auf dem Tempelhofer Feld in Berlin.[41][42]
- u. a. mit Macklemore & Ryan Lewis, Deichkind, The Libertines, Bastille, Parov Stelar Band, Fatboy Slim, Dog Blood (Skrillex & Boys Noize), Hot Chip, Chvrches, FFS (Franz Ferdinand & Sparks), Mighty Oaks, MS MR, James Bay, Digitalism, Everything Everything, Glass Animals, Parquet Courts, San Cisco, Razz, David K., Perry Farrell, Hayden James, Joywave, The 2 Bears, Muse, Seeed, Beatsteaks, Sam Smith, Martin Garrix, Tame Impala, Robin Schulz, Kygo, Belle & Sebastian, Stereophonics, Little Dragon, Run The Jewels, Crystal Fighters, My Morning Jacket, Clean Bandit, Dada Life, Klangkarussell, Felix Jaehn, Brand New, Wolf Alice, Pond, Dawes, Coasts, Hugel

### 2016
- Vom 10.–11. September fand erneut ein Festival in Berlin im Treptower Park statt.[43][44]
- Angekündigt wurden untern anderem: Radiohead, Kings of Leon, New Order, Paul Kalkbrenner, James Blake, The 1975, Bilderbuch, Aurora, Philipp Poisel, Milky Chance, Max Herre, Beginner, Alle Farben, Saint Motel und Zedd.

### 2017
- Vom 9.–10. September fand das Lollapalooza Festival zum 3. Mal in Europa statt, diesmal auf der „Galopprennbahn Hoppegarten“ bei Berlin.[45]
- Auf dem Lineup für 2017 standen unter anderem: Foo Fighters[46], Mumford & Sons[47], The xx[48], Hardwell[49], Beatsteaks[50], Marteria[51], AnnenMayKantereit[52], Cro[53], Marshmello[54], Two Door Cinema Club[55], London Grammar[56], George Ezra[57], Galantis[58], Rudimental[59], Wanda[60] und Kungs.[61]

### 2018
- Vom 8.–9. September fand das Lollapalooza auf dem Olympiagelände Berlin statt.
- Angekündigt waren u. a. The Weeknd, Kraftwerk, Imagine Dragons, KIZ, The National, David Guetta, Casper, Liam Gallagher, Freundeskreis, Trettmann, SXTN.[62]

### 2019
- Vom 7.–8. September fand das Festival wieder auf dem Olympiagelände Berlin statt.
- Headliner waren Swedish House Mafia, Twenty One Pilots, Marteria & Casper, Billie Eilish, Kings of Leon, Martin Garrix, Kraftklub, Khalid und Rita Ora.

### 2022
- Vom 24.–25. September fand das Festival wieder auf dem Olympiagelände Berlin statt.
- Es waren laut Veranstalter über beide Tage verteilt 100.000 Besucher vor Ort.[63]
- Es spielten u. a. AnnenMayKantereit, Kraftklub, Machine Gun Kelly, Apache 207, Robin Schulz, Paolo Nutini, Seeed, Die Fantastischen Vier, Tiësto, Casper, Anne-Marie und Timmy Trumpet.[64][65]

### 2023
- Vom 9.–10. September fand das Festival wieder auf dem Olympiagelände Berlin statt.
- Es waren 60.000 Besucher vor Ort.[66]
- Es spielten u. a. Mumford & Sons, David Guetta, Ava Max, Zara Larsson, The Blaze, Imagine Dragons, Macklemore, SDP, Jason Derulo und Bilderbuch.[67]

## TV
Im Jahr 2024 erschien auf Paramount+ die TV-Dokuserie Lolla: The Story of Lollapalooza.